# آلتوس لبز
آزمایشگاه آلتوس یک شرکت تحقیقاتی بیوتکنولوژی آمریکایی است. هدف آزمایشگاه Altos توسعه درمان‌های افزایش دهنده زندگی است که می‌تواند روند پیری انسان را متوقف یا معکوس کند. سلول درمانی‌های تخصصی مبتنی بر سلول‌های بنیادی پرتوان القایی قرار است برای این منظور توسعه یابد. این شرکت در سال ۲۰۲۲ راه اندازی شد.